# Manu Chao
Pour les articles homonymes, voir Chao.
José Manuel Tomás Arturo Chao, dit Manu Chao, né le 21 juin 1961 à Paris, est un chanteur, auteur-compositeur-interprète et musicien franco-espagnol.
Devenu dans les années 1980 et 1990 une figure majeure du rock français et de la musique latine avec son groupe Mano Negra, il accomplit ensuite une carrière solo internationale à succès et se produit dans le monde entier avec ses nouveaux groupes : Radio Bemba dans les années 2000 et La Ventura dans les années 2010.

## Biographie

### Jeunesse (1961-1975)
José Manuel Tomás Arturo Chao Ortega est né le 21 juin 1961 à Paris. Sa mère, Felisa, originaire de Bilbao (Biscaye), est chercheuse au CNRS et son père, Ramón, originaire de Lugo, est écrivain et journaliste à RFI Amérique latine, et à France Inter ; Ramón Chao a reçu une formation de pianiste classique en Espagne, puis a obtenu une bourse d'études de musique classique pour venir à Paris. Ainsi, durant l'enfance de Manu Chao, de nombreux écrivains d'Amérique latine passeront à la maison, dont certains amis proches de son père comme Gabriel García Márquez, Alejo Carpentier et Juan Carlos Onetti. Manu a un frère de deux ans son cadet, Antoine. Peu après la naissance de Manu, la famille emménage dans la banlieue parisienne (Boulogne-Billancourt puis Sèvres). Il étudie au lycée Jean-Pierre Vernant à Sèvres.
En 1971, le père Ramón initie ses fils au piano, instrument qu'ils abandonnent au profit de la guitare pour Manu et de la batterie pour Antoine. Manu Chao entre au conservatoire[Lequel ?]. Il passe la plupart de son temps avec son cousin « Santi » (Santiago Casariego), dont il partage les goûts musicaux : Chuck Berry, Little Richard, Otis Redding, etc. Les parents de Manu Chao écoutent des disques de musique latine rapportés d'Amérique Latine par le père de Ramón Chao. À dix-huit ans, Manu Chao obtient le baccalauréat et s’oriente vers la musique.

### Débuts (1976-1987)

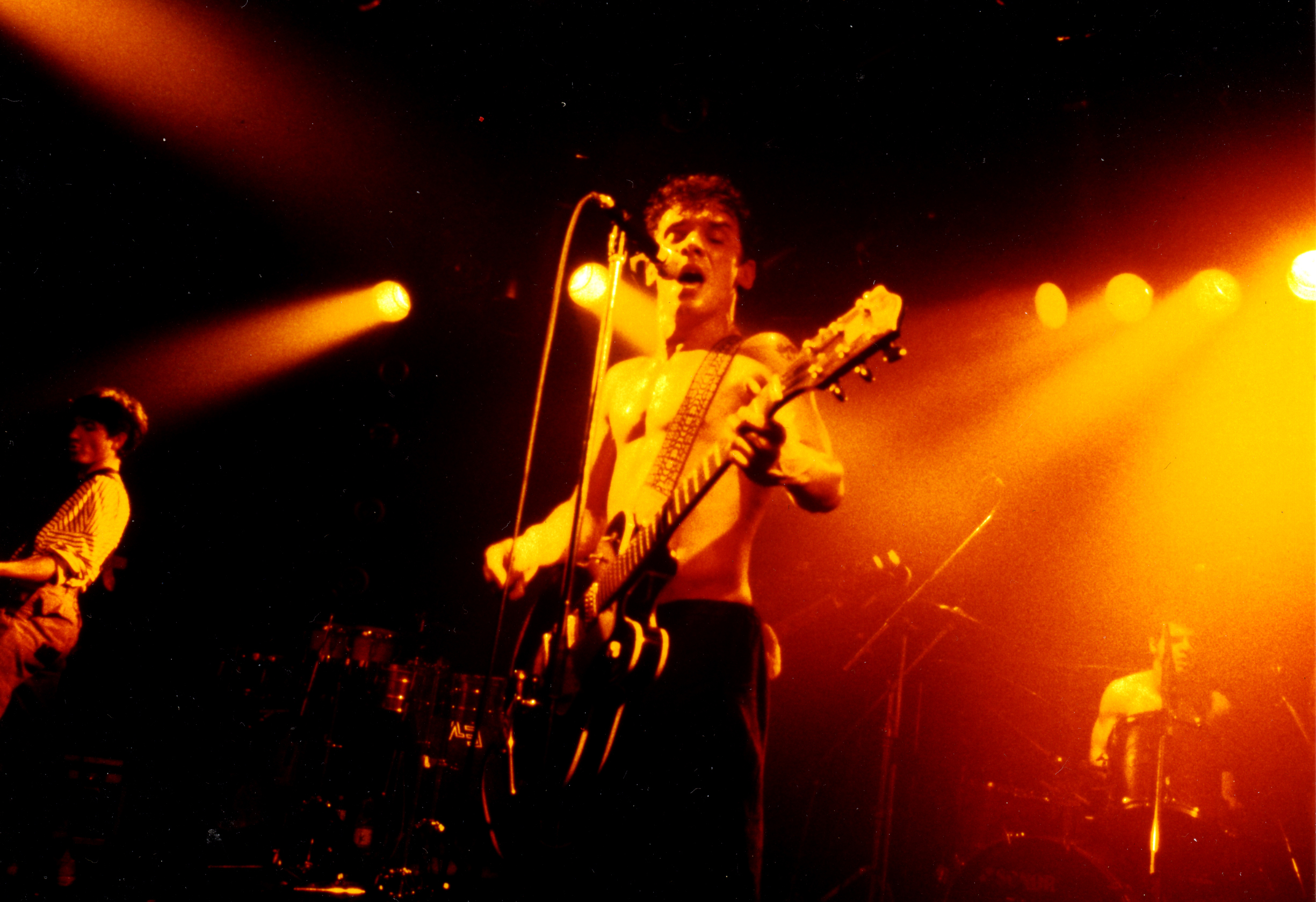
Mano Negra en 1990.

En 1976, avec Antoine à la trompette et Santi à la batterie, ils intègrent les Joint de Culasse, groupe dont le répertoire est avant tout constitué de reprises de standards du rock 'n' roll des années 1950.
Fortement influencé par la scène punk britannique (The Clash, etc.), mais également par Chuck Berry, Bob Marley ou encore Camarón de la Isla, Manu Chao forme en 1984 un groupe de rockabilly anglo-hispanique, Hot Pants (nom tiré d’une chanson de James Brown), avec Santi à la batterie, se produit sur les scènes parisiennes et sort une démo contenant Mala vida et d'autres titres en 1984, ainsi que l'album Loco Mosquito chez le label All or Nothing en 1986. En 1986, Manu Chao, son frère Antoine (qui joue à cette époque avec les Chihuahua), et quelques-uns de ses amis (dont François Hadji-Lazaro, leader des Garçons Bouchers et de Pigalle, et Alain des Wampas) forment ensuite Los Carayos, groupe de rock alternatif. Ils prennent un temps le pseudonyme d'Oscar Tramor, titre d'une de ses chansons (inspirée de Busca Otro Amor d'Irma Serrano, connu en Espagne sous le nom, en bon espagnol, d’Inma Serrano) racontant l'histoire d'un toréador alcoolique et malchanceux, sur l'album Persistent et signent de Los Carayos. Manu Chao participe aussi de façon plus ou moins importante dans d'autres groupes tels Joint de culasse (1 album de reprises Superboum Rock and Roll en 1982), Casse-pieds, Kingsnakes (en fait, les Hot Pants, accompagnés du guitariste suisse Daniel Jeanrenaud, au Printemps de Bourges 1986).

### Période Mano Negra (1987-1994)
En 1987, les frères Chao et leur cousin, Santiago Casariego, forment Mano Negra (du nom d’une organisation de guérilleros sud-américains trouvé dans une BD, qui elle-même tire son nom de l'organisation terroriste andalouse du XIXe siècle La Mano Negra). Le groupe sort une nouvelle version de Mala Vida, qui devient un tube en France, suivie d'un premier album, Patchanka, chez Boucherie Productions. Le groupe signe chez Virgin et connait de nouveaux succès avec deux nouveaux albums Puta's Fever en 1989 et King of Bongo en 1991. À l'instar de Patchanka, les deux opus suivants sont des réussites tant grâce à ses tubes (Out of Time Man, Pas assez de toi) que le mélange des genres qui donne officiellement naissance au rock alternatif latino. La musique du groupe devient populaire dans les pays hispanophones.
Mano Negra devient un groupe majeur de la scène rock française et fait une tournée en cargo en Amérique du Sud avec l'aventure de la troupe d'artistes de rue Royal de luxe. Après une seconde et éprouvante expédition où ils traversent la Colombie en train (périple relaté par Ramón Chao, dans l'ouvrage Un train de glace et de feu), le groupe décide de se séparer. Le groupe enregistre toutefois un dernier album, Casa Babylon en 1994, qui marque la transition musicale entre la fin de Mano Negra et la future carrière solo de Manu Chao. Mais après la séparation du groupe, c'est un grand vide pour Manu Chao. Il avouera plus tard qu'il tombe alors dans une sorte de dépression.
Manu Chao fonde avec d'anciens membres de Mano Negra et plusieurs autres complices, le groupe 13 à table. Alors qu'ils sont installés à Barcelone, le label Island leur donne un an pour finaliser un album. Malgré des maquettes prometteuses, l'album ne sera jamais enregistré. Il voyagera près de huit ans entre Mexique, Sénégal et Brésil. De cette errance, nait Clandestino, qui marque la renaissance du chanteur.

### Clandestino(1998-2000)

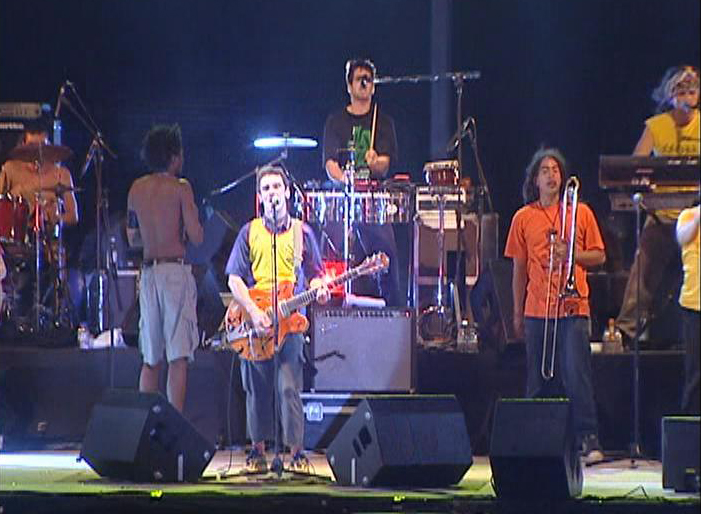
Manu Chao à Gijón (Asturies) en 2001.

Ne voyant plus les membres de Mano Negra, le chanteur s'entoure vite de nouveaux amis à travers les villes et les pays qu'il traverse, enregistrant petit à petit de nouveaux sons, mélangeant de nouveaux styles. À l'époque où il vivait à Rio de Janeiro, Manu Chao s'était tourné vers ce qu'il appelle lui-même la « techno hardcore ». Il décide alors d'enregistrer un dernier disque, Clandestino, qui devait mettre un terme à sa carrière musicale. Au début, il y insère un style du moment, la techno. Même si ses amis et sa famille lui disent que la techno n'est pas toujours très appropriée à sa musique, Manu Chao persiste. Cependant, un bug informatique supprime tous les rythmes technos des enregistrements, et la musique de Clandestino apparaît beaucoup plus prenante, dépouillée et moins chargée. Renaud Letang (ingénieur du son qui a déjà travaillé avec Alain Souchon) peaufine le disque. Manu Chao dira « je l'ai enregistré comme une thérapie personnelle. C'était comme dire : ma carrière musicale s'achève là. C'est terminé et je chercherai autre chose (à faire). Mais avant d'en finir avec la musique, je sentais que je devais encore sortir ce disque. Je m'en fichais que le disque plaise à 10 000 ou 15 000 personnes. Qu'il plaise à plus de 200 000 personnes me paraissait impossible. Je venais d'un style rock et je ne pensais pas que je pouvais plaire à un autre type de public. Peu avant la sortie du disque, j'ai fait mes adieux en disant : je m'en vais ailleurs et j'irai sans ma guitare. Mais ce disque m'a fait débuter (autre chose) et m'a lié à la musique. »
En effet, encore quelques jours avant la sortie du disque, en avril 1998, il disait aux gens qu'il croisait que « Clandestino est juste une maquette ». Mais à sa grande surprise, le disque est un énorme succès et sa carrière prend un tour nouveau. Clandestino devient une des références majeures de la musique latine des années 2000 et le symbole de la musique fusion et métissée.
Avec ce disque, Manu Chao surprend ses fans et va à la rencontre d'un autre public, plus porté vers la musique latine. En réalité, les titres du dernier album de Mano Negra, Casa Babylon, annonçaient très clairement le passage du rock des débuts aux ballades reggae de Clandestino. Dans un style carnet de route, l'album Clandestino mélange tour à tour, reggae, rock, musique latine traditionnelle, rumbas, rythmes brésiliens, le tout entrecoupé de petits textes radiophoniques dont un extrait du discours du sous-commandant Marcos. L'album connaît un énorme succès en France, en Espagne, en Italie, au Québec et en Amérique du Sud. Les titres les plus célèbres sont Je ne t'aime plus, Bongo Bong, Clandestino et Desaparecido. Il s'écoule à plus de trois millions d'exemplaires dont deux millions à l'étranger, malgré les refus initiaux de NRJ, de RTL2 et d'Europe 2 de programmer Clandestino, trouvant que « les chansons ne rentraient pas dans leur format ». Pour la première fois depuis des années, Manu Chao arrive à poser ses valises quelque part et se fixe alors à Barcelone, répétant beaucoup avec son groupe Radio Bemba.

### Próxima Estación: Esperanza(2001)
Le deuxième album solo de Manu Chao Próxima Estación: Esperanza sort en juin 2001. Il reprend le style musical de Clandestino. Manu Chao n'hésite pas à qualifier lui-même ce disque de « petite sœur de Clandestino ». Cependant, le disque est plus joyeux, agrémenté de cuivres, notamment du Sicilien Roy Paci. Le disque mélangeant à nouveau le reggae, la musique latine, le rock et même un soupçon de jazz. Il est classé par le magazine Rolling Stone parmi les 1à meilleurs albums de 2001
L'album contient notamment le succès Me gustas tú. Il contient aussi le titre Denia, une chanson algérienne composée et écrite par Manu Chao, dont il fera aussi une autre version en duo avec le célèbre chanteur algérien de musique kabyle Idir sous le titre A Tulawin (une Algérienne debout), sur lequel les deux hommes chantent la douleur de ce pays. « Cette vie est hantée de mensonges, Pauvre Algérie, Mon cœur palpite de tes regards, Pauvre Algérie ».

### Radio Bemba Sound SystemetBabylonia en Guagua(2002-2003)
Après ces deux albums, Manu Chao continue de se produire sur scène avec son groupe Radio Bemba à travers le monde. « Radio Bemba » était le nom donné par les révolutionnaires cubains au système du « bouche à oreille » (ou « téléphone arabe »). La musique de Manu Chao (et Radio Bemba) sur scène rompt totalement avec l'esprit acoustique de ses albums studio et se rapproche plus de la musique de Mano Negra. Le public retrouve en concert l'énergie de l'ex-leader de Mano Negra.
Le succès est au rendez-vous et Manu Chao sort en septembre 2002 un disque live, Radio Bemba Sound System, enregistré à Paris (Grande halle de la Villette) les 4 et 5 septembre 2001. Le disque confirme la réputation qu'il traîne depuis les années 1980, Manu Chao est fait pour la scène. Ce live comprend des succès de la période Mano Negra, des chansons des albums Clandestino et Próxima Estación: Esperanza qui sont entièrement revisitées à la sauce ska, reggae, punk, rock, salsa, et des inédits. De plus la musique de Radio Bemba se trouve sublimée par la présence du jeune chanteur rastafari Bidji, alias Lyricson. En décembre 2002, sort le DVD Babylonia en Guagua, il contient un live (la version vidéo de l'album live Radio Bemba Sound System), un documentaire sur la tournée 2001 et trois autres petits films personnels sur ses voyages à travers le monde. La grande tournée Radio Bemba de 2000, 2001 et 2002, s’achève en août 2002.
En 2003, Manu Chao fait une nouvelle tournée nommée Jai alai katumbi express.

### Sibérie m'était contéee(2004-2006)

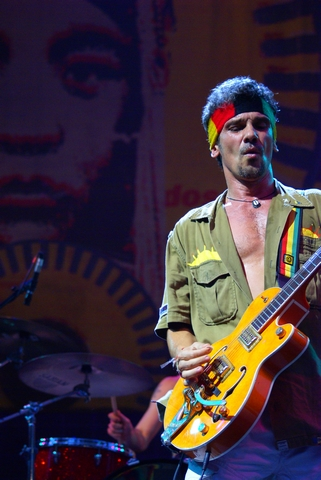
Manu Chao à Prospect Park (Brooklyn) en 2007.

Manu Chao revient en automne 2004, avec le livre-CD Sibérie m'était contéee, paru uniquement en librairie et en kiosque. Il est distribué à seulement 150 000 exemplaires et rapidement épuisé. Le CD est aujourd'hui entièrement téléchargeable, gratuitement, sur le site du chanteur.
À l'origine, Manu Chao ne devait sortir que le livre, un recueil de poésies en français habillées par les dessins de Woźniak, dessinateur polonais. Puis, le chanteur déclare s'être rapidement fait rattraper par l'envie de mettre ses textes en chansons, résultat : un livre de 132 pages de dessins et de poésie, accompagné d'un CD de 23 chansons. C'est la première fois que Manu Chao sort un disque complètement en français : la musique et les chansons sont plus sombres, évoquant la relation de Manu Chao avec ce que lui-même a surnommé sa « Sibérie » : Paris. Il y parle également de son amour profond et douloureux pour les femmes qu'il a rencontrées tout au long de sa vie, des sans-abris, de la disparition de son ami Helno (le chanteur des Négresses Vertes), mais aussi de l'espoir, de ses rêves...
Toujours en 2004, Manu Chao produit et réalise l'album Dimanche à Bamako d'Amadou et Mariam dont il est fan. Manu Chao les avait rencontrés au Mali auparavant. L'album est un grand succès de l'été 2005. Manu Chao retourne au Mali pour conseiller Sam, un des fils d'Amadou et Mariam, qui se lance dans la musique. Le fils d'Amadou et Mariam crée le groupe SMOD qui réalisera la première partie de Radio Bemba lors de sa tournée française en 2009. Au Mali, Manu Chao rencontre aussi Tiken Jah Fakoly, avec qui il donne un concert au Brésil, dans la banlieue de São Paulo lors de la fête de la musique en juin 2005.
Manu Chao est également invité en guest star sur l'album True Love de Toots and the Maytals.
Continuant les tournées à travers l'Amérique du Sud, Manu Chao se produit du Brésil au Mexique, en passant par Cuba et la Colombie. Durant l'été 2006, le chanteur et son groupe Radio Bemba traversent l'Europe et les États-Unis, en passant par le très célèbre festival Rock Werchter en Belgique ou par San Diego ou Los Angeles. Aux États-Unis, le chanteur a largement critiqué la politique d'immigration des États-Unis et a rendu hommage aux émigrants clandestins, et cela devant un public largement hispanophone. Par ailleurs, Manu Chao signe la bande originale du film Princesas de Fernando León de Aranoa. Le film a connu un large succès en Espagne, et a gagné trois Goya en 2006, dont celui de la meilleure chanson avec Me llaman calle de Manu Chao. Celui-ci déclara dans l'Humanité, en janvier 2008 « On a gagné un Goya de la meilleure chanson et ce sont les filles qui sont allées chercher le prix, qui s’est baladé dans tous les bordels de Madrid et de Barcelone. Quelle force elles ont, ces filles ! Je suis vraiment heureux de cette rencontre. C’est une histoire d’amitié. Je me suis fait des frangines et des amitiés superfortes ».

### La RadiolinaetBaionarena(2007-2009)

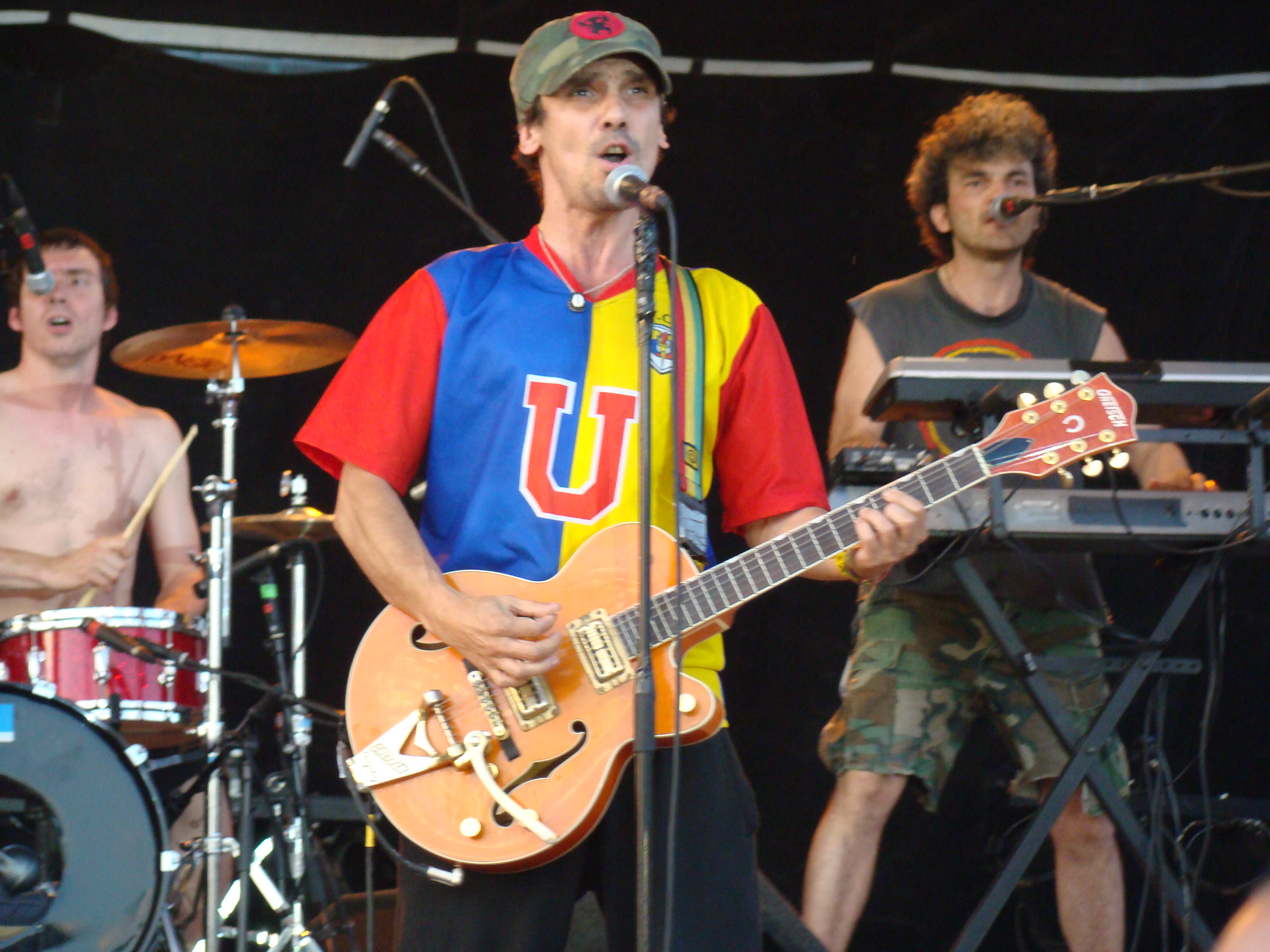
Concert gratuit à Bondy en 2008 pour la fête de la musique et la du festival « Ya d'la banlieue dans l'air ». Avec le maillot de l'équipe de l'université centrale du Venezuela.

Le 3 septembre 2007, Manu Chao sort un nouvel album, intitulé La Radiolina, en Europe et le 4 septembre 2007 en Amérique. Ce nouvel opus a été commercialisé sous le label indépendant Because Music. Ce nouveau disque est composé de vingt-et-une chansons dans un style musical plus électrique, avec la guitare de Madjid Fahem, la batterie de David (Bourguignon), la basse de Gambeat, les trompettes du Napolitain Angelo Mancini, déjà présent sur le disque Clandestino. Ces musiciens font tous partie du groupe de Manu Chao, Radio Bemba, influençant largement, le nouveau disque vers une optique plus scénique, délaissant le style simpliste de Clandestino.
Le disque est mixé par Mario Caldato (Beastie Boys, Jack Johnson), Andrew Scheps (Red Hot Chili Peppers, Mars Volta) et Charlie VDE (Farra Vox Studio, Paris) et comprend des chansons en français, en espagnol, en italien, en anglais et en portuñol. On y retrouve Mala Fama déjà entendu dans des concerts donnés aux radios Oui FM, France Inter et RTL2 qui est déjà une chanson reprise par des artistes locaux de Barcelone ; Mama Cuchara, écrite un jour de pluie à Quito (capitale de l'Équateur) ; Me llaman Calle, la chanson composée pour le film espagnol Princesas et dédiée aux prostituées de la Calle del desengaño de Madrid ; La vida tombola, la bande originale enregistrée pour le film d'Emir Kusturica, Maradona ; El Hoyo, un dub reggae déjà joué en concert ; et Tristeza, une chanson qui dénonce la politique migratoire des États-Unis, avec les paroles de Beatnik de la Colifata (radio animée par des patients d'un hôpital psychiatrique de Buenos Aires).
D'autres titres surprennent davantage comme 13 dias, une chanson qui mélange le style country de J.J. Cale et l'influence latine et rock de Manu Chao, Bleedin Clown (l'histoire du clown qui saigne), un titre datant d'il y a 20 ans. Par ailleurs, on trouve dans ce disque des ballades : Otro Mundo, Mundo Revés ou Amalucada Vida, un reggae latino en portuñol (mélange de portugais et de castillan « espagnol »).
Durant l'été 2007, Manu Chao donne une série de concerts en Amérique latine, aux États-Unis (notamment au Coachella Valley Music and Arts Festival en Californie), au Canada et en Europe passant par les festivals Tempo latino (France) et Esperanzah (Belgique). Du 19 juillet au 15 septembre 2007, se tient à la médiathèque de Perpignan, la première exposition itinérante, née de la fusion de l'imaginaire de Manu Chao et du dessinateur Jacek Woźniak au travers de tableaux relatant le voyage d'un personnage imaginaire, ManWoz, qui fuit son Ukraine natale pour chercher toutes « ces vies perdues ». L'exposition se décompose en trois grands thèmes : un premier qui traite de l'Afrique et deux autres qui présentent La Colifata (un hôpital psychiatrique de Buenos Aires où les deux artistes ont tenté de capter l'imaginaire des patients qui y résident) et l'Amérique latine. Enfin, en août 2007, il contribue à la bande originale enregistrée pour le film d'Emir Kusturica, Maradona qui sort en 2008.
Manu Chao commence une nouvelle tournée en 2008 le Tombola Tour avec son groupe, Radio Bemba. Manu Chao vend les places à 29 € et déclare « un concert doit rester populaire. En ce moment, il y a des tarifs exorbitants un peu partout. C'est tout à fait possible de rester à des prix abordables malgré le coût important des locations de salle ». Commencée à Toulouse en mai 2008, la tournée s'enchaine avec plusieurs dates en France puis en Europe (Pologne, Roumanie, Croatie, Suisse), avant de se poursuivre aux États-Unis, puis au Mexique (Guadalajara, Monterrey, Mexico DF). Radio Bemba enchaîne pas moins de 40 dates entre mai et début novembre 2008. En février 2009, le Tombola Tour part pour une tournée Brésilienne (de Sao Paulo à Recife) et Argentine qui prend fin en mars 2009 au Luna Park de Buenos Aires. De retour en Europe avec des concerts à Solidays (60 000 personnes), à la Fête de l'Humanité (90 000 personnes), au festival EHZ (à Hélette, Pays basque), il participe à différentes dates françaises (Amiens, Limoges, Pau, Chambéry, etc.) 
En septembre 2009, sortie du double album live de 2 h 30 : Baionarena, enregistré lors des fêtes de Bayonne en 2008 (coproduit, enregistré et mixé par Charlie VDE). Ce double album live est accompagné d'un DVD contenant la vidéo du concert et en bonus des extraits du Tombola Tour, ainsi que des clips vidéos. Après sa tournée française, il repart en novembre 2009 en Amérique du Sud pour des concerts au Chili, en Argentine et au Brésil.

### Chansons et tournées (2010-2019)
En 2010, il produit l'album éponyme du groupe malien SMOD (Because Music) dont fait partie le fils d'Amadou et Mariam. Le projet propose une musique mêlée de rap et de folk et est composé par Manu Chao.

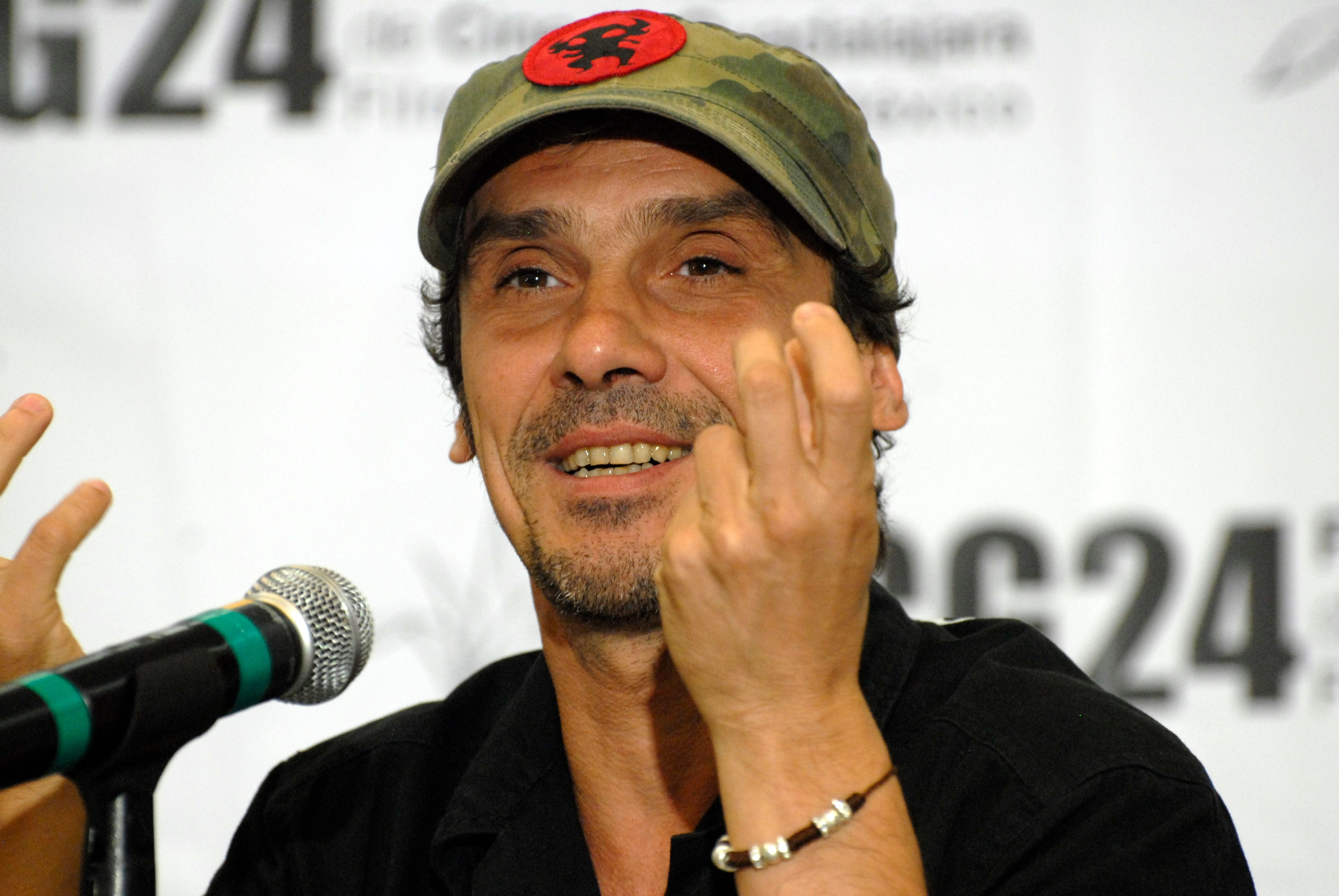
Manu Chao au Festival Internacional de Cine en Guadalajara (2009).

Manu Chao commence en 2010 une nouvelle tournée avec son groupe allégé et renommé La Ventura. Le groupe est réduit à 2 musiciens : le guitariste (Madjid Fahem) et le batteur (Garbancito). Mais au fil de la tournée le groupe va être parfois renforcé par d'autres instruments et musiciens, avec un retour de la basse (Gambeat) et de cuivres. Il débute par plusieurs dates en mai 2010 au Brésil (Santos, Brasilia, Belem). En juin 2010 sort en France, le disque éponyme du groupe SMOD, qu'il a produit. Il s'agit d'un groupe formé de Sam (le fils d’Amadou et Mariam), Ousco et Donski qui mélange folk et rap malien. La Ventura continue sa tournée en 2011 : États-Unis, Baléares (Majorque), Brésil (Sao Paulo, Recife), Europe de l'Est (Ljubjana, Zagreb, Sofia, Istanbul…), France (festival Mix Up à Creil le 21 juin), Luxembourg, Japon (Tokyo, Nagoya, le Fuji Rock Festival …) Manu Chao termine l'année pour un show à Buenos Aires (Argentine), le 26 novembre 2011, pour fêter les 20 ans de la Colifata, une radio animée par les patients d'un hôpital psychiatrique. Manu Chao fait venir les colifatos (fous en argentin) sur scène.
En février 2012, Manu Chao et Jacek Wozniak sortent une application interactive Manu et Chao, faite d’illustrations de Jacek Wozniak, de photos inédites, et de musiques de Manu Chao. À l'été 2012, Manu Chao participe à l'Aluna Festival de Ruoms en Ardèche le 23 juin, il fait aussi un concert le 15 juillet 2012 à Marquette-lez-Lille, près de Lille, devant 8000 personnes. Puis le 23 août il entame une nouvelle édition du cabaret vert à Charleville-Mézières devant plus de 14 000 personnes venues de partout pour le voir. Les dernières dates de la tournée Estivale 2012 ont lieu à Oslo (Norvège), notamment au MelaFestival devant près de 110 000 personnes.
Durant les années 2010, Manu Chao ne sort pas de nouvel album et prolonge la tournée La Ventura plusieurs fois. Il se fait aussi très discret dans les interviews. En 2015, lors d'une de ses rares interviews, il indiquait ne plus prévoir sortir d'album : « Je ne prépare rien du tout, je vis. J’enregistre beaucoup. J’ai plein de nouvelles chansons. Il y a une vie créative assez saine, je pense, mieux que jamais. Mais sortir un album, non. On sortait des albums il y a dix ans, vingt ans. C’est un vieux concept ça. »
En 2014, une vieille chanson qu'il étrenne en concert acoustique depuis 20 ans, "Seinekvn" ou "Llego a Bogota" sort en duo avec Doctor Krápula, un groupe colombien de punk/reggae/ska. 
Entre 2015 et 2016, Manu Chao a retravaillé et mixé l'album Far From Home de l'artiste Calypso Rose et apparait dans plusieurs chansons de ce disque.
En 2016, sort l'album Far from Home de la chanteuse Calypso Rose. L'album est co-produit par Manu Chao, qui y apporte des arrangements musicaux, des compositions et des duos. Des musiciens du groupe de Manu Chao, La Ventura, vont accompagner Calypso Rose sur scène sur certaines dates de sa tournée. Manu Chao continue au même moment à se produire sur scène avec son groupe La Ventura. Lors de la 32e cérémonie des Victoires de la musique, le 10 février 2017, Calypso Rose remporte la victoire de l'album de musiques du monde de l'année, pour son album Far from home.
Le 31 décembre 2016, Manu Chao réforme son site internet qui n'avait pas évolué depuis une dizaine d'années et y propose trois chansons inédites, accessibles en téléchargement gratuit et en format haute qualité (Words of Truth, Moonlight Avenue et No solo en China hay futuro). Ces nouveaux titres sont une première depuis la sortie de son dernier album en 2007. Manu Chao déclare dans sa rubrique News en janvier 2017 qu'il a enregistré depuis 2 ans de nombreuses chansons, de manière artisanale et qu'il souhaite les partager avec ses fans « beaucoup de chansons enregistrées ces deux dernières années, un projet fait maison, un petit micro, 3 câbles, un cœur, que nous voulons partager avec vous. » Ces sorties font partie d'un projet nommé TI.PO.TA : Transe Indie Progressiv Organik Trash Amor mené en duo avec l'actrice grecque Klelia Renesi qui semble avoir été sa compagne selon des photos et articles de journaux people grecs. Manu Chao et Klelia Renesi ont enregistré ensemble le clip de la chanson Moonlight Avenue.
Comme en 2004 pour Amadou et Mariam, le travail en commun a été reconnu par le public et les critiques et l'artiste de Trinité et Tobago a décroché la Victoire de la Musique 2017 . 
Il a sorti également, en 2017, plusieurs chansons issues de son projet TI.PO.TA avec l'artiste grecque, Klelia Renesi dont Moonlight Avenue, Athina Vrazi ou Anatoli en trio avec Sokratis Malamas. Toujours en 2017, il sort deux autres chansons, encore téléchargeables gratuitement depuis son site internet : Words Of Truth et No solo en China hay dinero.
En parallèle, Manu Chao donne des concerts à l'été 2017, notamment au Festival Europavox de Clermont-Ferrand, au Festival de Nîmes, au festival El Clandestino à Saint Laurent, au Festival Au fil du son à Civray, à Arcachon. On peut noter que depuis quelques années, Manu Chao joue du ukulélé en instrument d'accompagnement, notamment lors de sa collaboration avec Calypso Rose. On peut le voir sur une vidéo de 2015 enregistrée avec l'artiste à Trinidad Port of Spain mais aussi en tant qu'arrangement dans l'album Far from home et aussi dans la chanson "Moonlight Avenue". À noter que son fils, Kirá Chao, qui vit au Brésil l'a accompagné sur scène fin 2017 lors de sa tournée notamment à Sarlat ou à la Boule Noire à Paris.
En 2019, Manu Chao fait une mini tournée acoustique, accompagné de Lucky Luciano (guitare) et Mauro Metralla (percussion) avec des dates en France, Espagne, Bosnie, Serbie, Bulgarie, Macédoine. Cette tournée n'a pas de promotion, les salles sont petites et la billetterie est parfois ouverte 72 h avant le concert. En novembre 2019, cette tournée se prolonge en Amérique Latine.

### Période Covid-19 et continuités (depuis 2020)
Au premier trimestre 2020, Manu fait quelques dates en Inde, soutenu par l'Alliance française,. Durant le confinement imposé par la pandémie de Covid-19, Manu Chao est contraint de rentrer chez lui à Barcelone, dans le quartier de Poble Nou où il réside. Chaque jour, dans l’après-midi, il publie des chansons/vidéos sur les réseaux sociaux sous le nom de Coronarictus Smily Killer Sessions. Cette habitude durera jusqu'à la date du déconfinement soit plus d'une trentaine d'enregistrement. On découvre des classiques de sa discographie mais aussi des inédits notamment en espagnol et portugais/brésilien. Chaque jour, les vidéos montrent des pièces différentes de son appartement qui donne à voir un modeste atelier coloré où s'accumule les souvenirs de ses voyages et de ses rencontres musicales.
En 2020, il sort les chansons Seeds of freedom et Salary man en téléchargement gratuit depuis son site internet, le second titre est une satirique sur le capitalisme.
En juin 2020, il sort une chanson en brésilien avec également une série de petites vidéos nommée SUEÑOS TIKUNA. Le titre se nomme Acontecer et est chanté en duo avec Dani Lança pour la défense d'un peuple d'Amazonie. En chantant Mamazonia, Manu Chao reprend les images du documentaire El origen del pueblo Tikuna filmé par son ami Gustavo de la Hoz pour la préservation de ce peuple de la forêt amazonienne colombienne. Il évoque avec beaucoup de détails les liens qui unissent ce peuple avec la terre, les animaux, la forêt et le fleuve, notamment à travers ces chants et sa langue.
En 2022, il sort un disque sous le label La Panchita Records regroupant une dizaine de chanson enregistrées avec Chalart58 (musicien barcelonais, ancien batteur de La Kinky Beat) et en collaboration avec Sr. Wilson, Cedric Myton, Josep Blanes & High Paw. L'album est sorti en totale discrétion, et sans aucune publicité et se nomme Inna Reggae Style avec notamment les titres : "Me provoca te ver", "Todo Llegara", "Algundiavacaer", "Pokito De Mi", "Fire inna streets", "A la par del amor," "Bloody Border". Le disque est disponible en format vinyle dans de nombreux disquaires. Plusieurs de ces chansons ont été diffusées gratuitement sur son site internet et sont encore accessibles.
Il a aussi participé à de nombreux duos dont on peut citer la chanson "cae la noche" avec le galicien Carlangas et dont le son est purement du Manu Chao comme l'indique le journal espagnol Publico. Il a également collaboré avec le groupe colombien Bomba Estéreo et a sorti en 2022 la chanson "Me duele" qui dépasse les 20 millions d'écoute sur les plates-forme d'écoute en ligne. Enfin, il a repris la chanson de Bob Marley & The Wailers "Soul Rebel" pour le projet musical Playing to Change qui compte la participation de Bunny Wailer.

### Nouvel et4ealbumsolo:Viva Tu(septembre 2024)
Manu Chao s'en explique dans Le Figaro en juin 2024, il lance une nouvelle chanson, Viva Tu, qui annonce aussi la sortie d'un album éponyme pour septembre 2024. Cette chanson sera suivie par la sortie d'un second single nommé Sao Paulo Motoboy, dédié aux coursiers en moto de São Paulo à qui il dédie un documentaire d'une vingtaine de minutes.
Sur le site internet du musicien, il est indiqué : « Après un premier single homonyme sorti le mois dernier, "Viva Tu", une rumba du cœur dédiée à toutes les voisines de son quartier, il partage "Sao Paulo Motoboy”, un hommage confraternel à tous ces coursiers de São Paulo qui risquent leur vie chaque jour à deux-roues dans la grande métropole. São Paulo c'est un monstre vivant. Et les coursiers sont le sang qui va et vient par ses veines et lui permette de fonctionner. Manu chante ici la précarité et ses dangers, l’abnégation de ses travailleurs survivants journaliers aux parcours sans pitié ».
L'album contiendra 13 titres, en français, espagnol, portugais et anglais et deux collaborations, avec la chanteuse de rap française Laeti sur le titre Tu Te Vas et avec l'américain Willie Nelson, sur Heaven’s Bad Day.
Contrairement à ce qui est indiqué dans de nombreux articles internet, Manu Chao n'a cessé de sortir des titres depuis une quinzaine d'année mais sans aucune publicité, tel que l'album live Estacion Mexico, diffusé uniquement sur internet par ses fans et sur les plates-formes de partage vidéo gratuit, avec plusieurs titres inédits chantés en portuñol (Cabra da peste, Para de beber, Carrateiro, Por ti/Libertad, Tadibobeira) lors d'une tournée en 2006 au Foro Alicia. Il avait alors indiqué qu'un disque en portuñol était prêt et sortirait peut-être un jour mais ce projet restera sans suite.
L'album Viva Tu est néanmoins le premier disque depuis 17 ans ; il est présenté comme la suite des trois précédents et fait l'objet d'une communication dédiée, notamment sur le site internet de Manu Chao, ce qui est inédit depuis la sortie de La Radiolina en 2007. Déjà très discret, le chanteur a complètement disparu de la sphère médiatique et n'a donné aucune interview pour la sortie de ce nouvel album, sachant que sa dernière interview remonte à 2013. Il s'en explique dans son dossier de presse : « Pourquoi je ne fais pas d’interview ? Parce que j’estime que ce que j’ai dit il y a vingt ans est encore valable et que je déteste me répéter ».

## Radio La Colifata
Manu Chao est partie prenante d'un projet mené à Buenos Aires, la Colifata. Il s'agit d'une radio qui émet depuis la cour de l'hôpital psychiatrique José T. Borda. Celle-ci a été mise en œuvre par Alfredo Olivera (es). Dans les années 1980, il est éducateur dans les quartiers populaires de la capitale argentine où il participe au plan national d'alphabétisation. Après des études de psychologie, il entre à l'hôpital Borda. Peu après, il crée une radio à laquelle il fait participer les patients. Née le 3 août 1991, la Colifata est un succès dans tout le pays. Elle est aujourd'hui écoutée par près de sept millions d'argentins. Plus qu'une radio, la Colifata est « au carrefour du travail clinique avec les malades et du travail social », d'après son créateur. Désignée en 1994 comme « première radio du monde à émettre depuis un hôpital psychiatrique » par l'Organisation panaméricaine de la santé, la Colifata reçoit diverses récompenses et distinctions. Aujourd'hui, Alfredo Olivera participe régulièrement à des conférences internationales aussi bien médicales que sur la communication afin d'expliquer l'intérêt et le succès d'une telle radio, qui dépasse aujourd'hui les frontières de son pays d'origine.
En mai 2008, un reportage de l'émission 66 Minutes, diffusé sur M6, a permis de relever le rapport très fort qui unissait Manu Chao et les patients de cet hôpital. En juillet 2009, le site Internet www.vivalacolifata.org permet de télécharger gratuitement un album des interventions des malades de l'hôpital mixé sur des thèmes musicaux de l'album de La Radiolina. Le site permet en outre de faire des donations intégralement reversées à l'hôpital. C'est Manu Chao qui est venu directement à l'hôpital pour enregistrer à de nombreuses reprises les voix de ces patients.

## Vision de l'industrie musicale
En 2007, le premier single de l'album La Radiolina, Rainin in Paradize a été disponible en ligne gratuitement et téléchargeable sur le site officiel de l'artiste. Par ailleurs, l'album Sibérie m'était contée est aujourd'hui en libre téléchargement sur le site web de l'artiste et ne sera donc jamais commercialisé. Rapidement épuisé lors de sa sortie physique, Manu a souhaité rendre ce disque le plus disponible possible.
Le chanteur a par ailleurs, déclaré dans l'éditorial du magazine Courrier international, sorti la dernière semaine de juillet 2007, « Il y a de fortes chances pour que La Radiolina soit mon dernier CD. Je n’arrêterai pas la musique, mais, vue l’évolution technologique, peut-être que, par la suite, dès que j’aurai une nouvelle chanson, je la mettrai en ligne. J’utiliserai mon site Internet comme une station de radio ». Il déclare également : « Que les gens piratent les « gros » comme moi, ça ne me gêne pas. Mais qu’ils fassent l’effort d’acheter la musique des petits labels (…) La solution ? Je ne l’ai pas. Je parie pourtant sur une certaine éthique du public ».

## Engagement politique
Bien qu'il n'appartienne à aucun parti politique, Manu Chao est un artiste clairement engagé à gauche, de tendance altermondialiste, se disant désormais « citoyen du présent ». En 2007, il résumait dans le journal Le Monde : « J'ai la chance d'avoir un passeport en règle, de pouvoir voyager partout. J'aime ça, c'est comme une drogue. (…) Je me sens comme à la maison n'importe où. Avant, j'avais l'habitude de dire que j'étais un citoyen du monde. Aujourd'hui, je me sens plutôt citoyen du présent. »
Il soutient par ailleurs le mouvement zapatiste (EZLN) et a enregistré dans deux de ses morceaux (Luna Y sol et Por el suelo sur l'album Clandestino) les paroles du sous-commandant Marcos, qu'il a rencontré lors d'un événement organisé dans le Chiapas, dans le Sud du Mexique. Il a fait partie des personnalités qui ont garanti l'orientation de l'organisation Attac lors de sa fondation en 1998. Il participe depuis épisodiquement à son Conseil des fondateurs. Il a joué et chanté lors de rassemblements altermondialistes comme le contre-sommet du G8 de Gênes en juillet 2001, d'Annemasse en juin 2003 ou le rassemblement du Larzac en août 2003. Il chante aussi à plusieurs reprises à la fête de l'Humanité, comme en 2001 ou en 2009 où il joua devant 90 000 personnes.
Le 29 juin 2012, Manu Chao rencontre Didier Riaud, Président d'Amnesty international-Evreux lors du festival Le rock dans tous ses états. Manu Chao soutient le traité international réglementant le commerce des armes, pour protéger les droits humains, laissant également un moment au groupe pour s'exprimer sur scène au départ du concert. [réf. nécessaire]
Il affirme, dans le journal Courrier international, « On m'a collé cette étiquette de porte-drapeau du mouvement altermondialiste parce que je suis allé manifester à Gênes et que les « alter » aiment bien mes chansons. La presse avait besoin de trouver une tête d'affiche et c'est tombé sur moi, mais je ne suis ni un symbole ni un porte-parole. Je suis musicien. » Il regrettera donc longtemps la confusion entretenue entre cette réalité qu'il constate dans ses voyages en Amérique du Sud et en Afrique et qui le porte à souvent dénoncer des situations difficiles et la médiatisation poussée qui en ferait l'un des meneurs d'un mouvement dont il n'a jamais voulu être le représentant. Son contrat avec la major Virgin a expiré en 2003, et Manu Chao a décidé de travailler avec les sociétés de production et d’édition Radio Bemba et Mille Paillettes. Pour la sortie de son album La Radiolina en septembre 2007, Manu Chao a signé avec le label indépendant Because Music où il dit avoir une liberté totale.

### Origines des engagements
Son grand-père maternel, Tomás Ortega, ancien champion de pelote basque, est un communiste espagnol qui a fui Franco avec sa famille. Ce grand-père est pour Manu Chao un modèle d'engagement. En effet, il combat lors de la Guerre civile espagnole en sabotant les liaisons téléphoniques des villes prêtes à tomber aux mains des franquistes. Recherché, il prend le dernier bateau partant de Valence et se retrouve en France dans les camps de réfugiés. Sa femme et ses deux filles veulent le rejoindre. Elles quittent alors Bilbao et connaissent à leur tour les camps d'internements. La famille se rend ensuite en Algérie pendant 10 ans avant de venir s'installer en région parisienne. Tomás ne souhaitera jamais revenir en Espagne même après la mort de Franco, n'ayant pas confiance. Manu Chao déclarera : « Quand j’étais petit, mon grand-père me racontait toute cette période en long et en large, la guerre civile, son départ d'Espagne, l'Algérie. Maintenant, il est parti. C’est quelqu’un d’important dans ma vie. Un mec honnête qui a défendu ses idées jusqu’au bout ».
Du côté paternel, on comprend mieux le lien de Manu Chao avec l'Amérique latine. En effet, à la fin du XIXe siècle, Dolores, l'arrière grand-mère paternelle de Manu Chao, quitte Vilalba (petite ville de Galice) pour Cuba, fuyant les coups que lui portait son mari alcoolique, Nazario. À Cuba, Dolores travaille comme servante dans la maison de García Kolhy, chef de la police locale. Puis, Nazario, le mari, débarque de Galice afin de récupérer sa femme. On le retrouvera un peu plus tard assassiné dans un coin de la vieille Havane, une balle dans la tête. Quelques mois après, elle tombe enceinte, violée par García Kolhy, et retourne en Galice pour élever son fils. Ce dernier, violent et tyrannique à son tour, voyagera longuement à Cuba et reviendra avec une idée forte, un de ses enfants deviendra un musicien célèbre : ce sera Ramón Chao. Pianiste prodige, il se libérera de la pression de son père en abandonnant le piano pour la plume une fois arrivé à Paris, acte que son père ne lui pardonnera jamais.
Ramón Chao a écrit un livre relatant l'épopée familiale à Cuba, il dira à sa sortie : « Pour moi Cuba a toujours été le paradis et j'ai toujours eu de l'amour pour cette île, depuis l'époque de Batista à celle de Fidel Castro et jusqu'à ma mort, je serai fidèle à cette passion. Cet héritage latino-américain, mon fils Manu Chao l'a assumé ». Ces différents héritages ont façonné l'engagement de Manu Chao ainsi que son goût pour l'Amérique latine et les voyages.

### Vie privée
Désormais totalement absent des médias, la vie privée de Manu Chao est très peu documentée. 
Dans le livre Clandestino, à la recherche de Manu Chao de Peter Culshaw, on apprend que Manu Chao aura une brève relation avec une Brésilienne lors d'un voyage en Amazonie et aura un fils qui se nomme Kira, ce qui veut dire "l'oiseau qui s'envole" en langue guarani. Il voit ce fils dès qu'il peut et est très attaché à la région où est né son enfant, au nord du Brésil (Cearà). Manu Chao passerait au moins deux mois chaque année dans cette région. Kira Chao est désormais un musicien dans son pays natal et a participé à plusieurs tournées avec son père dans le passé, déjà petit, en 2009 quand Manu tournait au Brésil ou plus récemment à Paris (visible sur les sites de vidéos en ligne pour la tournée 2017 à la Boule Noire à Paris). Manu a sorti une chanson avec son fils, sur son site internet, nommé "Bala Perdida". Menant désormais sa carrière sans la présence de son père, Kira était en concert à Carcasonne en 2023. Il est indiqué qu'il "propose une poésie acoustique qui traverse, réinvente et valorise les symboles et les expressions de la culture populaire brésilienne".
En 2017, Manu Chao n'a pas réussi à échapper aux paparazzi grecs quand il était en relation avec l'actrice grecque Klelia Renesi. Selon les tabloids, Klelia Renesi était en couple avec le chanteur depuis 2015 et serait tombée enceinte de Manu Chao. Même si l'actrice a donné naissance à un enfant en 2019, elle a communiqué sur le fait que Manu Chao n'était pas le père. En 2017, Manu forma momentanément le groupe TI.PO.TA avec Klelia Renesi.
La récente bande dessinée sur Manu Chao (sortie en août 2024), résume la suite : "Pour le reste, on ne sait pas. Quand on ne sait pas, on ferme sa gueule. Et quand on sait, on ferme sa gueule aussi". 
L'argent du chanteur fait l'objet de nombreuses railleries sur les réseaux sociaux et ressort dans la chanson "Manu Chao" du groupe Les Wampas, alors même que le chanteur, Didier Wampas, a côtoyé Manu Chao quand ils jouaient ensemble au sein des groupes de la mouvance punk rock alternative des années 80. Le refrain cinglant crie "si j'avais le porte-feuille de Manu Chao, je partirais en vacances au moins jusqu'au Congo". Ironiquement, cette chanson est celle qui a fait connaître les Wampas et leur a octroyé un succès auprès du grand public et des radios nationales. Quand on sait même qu'un des musiciens des Wampas est issu de la Mano Negra (Jo Dahan), certains s'interrogent si la chanson n'est pas un règlement de comptes, alors même que le passage de la Mano Negra chez Virgin, reste une trahison non digérée pour les fans du mouvement alternatif rock des années 80, restés fidèles aux Béruriers noirs et à Boucherie Productions. Dans le livre Clandestino, à la recherche de Manu Chao de Peter Culshaw, l'auteur confirme que Manu Chao boude les palaces et mène une vie des plus simples, ce qui a le don de lui attirer nombres de critiques chez ceux qui ne comprennent pas ce choix. Peter Culshaw a posé la question à Manu Chao de ce qu'il faisait de tout son argent. Il a répondu que "les avocats et les banquiers en prenne une bonne partie", le chanteur aurait aussi fait des dons pour des causes comme La Colifata en Argentine (radio émise par des patients d'un hôpital psychiatrique), pour les zapatistes ou quelques projets en Afrique, tout en étant soucieux de savoir personnellement à qui il distribue son argent. Peter Culshaw indique "Manu a l'impression que déclarer ce qu'il fait de son argent ferait encore davantage de lui une cible. "Si je faisais de la publicité pour tous mes soutiens et mes dons, je serai qualifié d'opportuniste, dit-il (Manu Chao). On dirait que j'en profite pour vendre mes disques. (...) La seule chose que je peux dire, c'est que j'ai gagné beaucoup d'argent et que je n'ai pas mauvaise conscience. Je ne l'ai volé à personne et je l'ai gagné à la sueur de mon front. Ce que j'en fais relève de ma vie privée et ça ne concerne que moi et mon entourage" (p.276). (..) Et contrairement à de nombreuses célébrités (..) il (Manu Chao) est toujours citoyen français, paie ses 75% d'impôts plutôt que de choisir son pays de résidence pour l'Espagne ou ailleurs" (p.277).

### Analyse
D'après la professeure de littérature comparée Cornelia Gräbner, l'œuvre de Manu Chao est un exemple moderne de littérature engagée comparable à celle d'Eduardo Galeano, du sous-commandant Marcos et de José Saramago. Nourri par la tradition antifasciste de sa famille, par son expérience des communautés immigrées de banlieue parisienne et par ses propres voyages, notamment le voyage final de Mano Negra à travers la Colombie en guerre en 1994, Manu Chao présente un engagement anticapitaliste, antiraciste et altermondialiste qui fait le lien entre « l’Europe rebelle » contemporaine et les luttes passées. Le thème du voyage est essentiel chez Manu Chao, qui est lui-même voyageur compulsif : il illustre la réinvention permanente de son identité par le voyage dans Desaparecido, et examine le caractère oppressif qu'il peut prendre en se mettant à la place d'un immigré clandestin dans Clandestino. Le style de Manu Chao est marqué par l'hybridation des cultures et des genres avec parfois des juxtapositions de musiques, de paroles et d'enregistrements comme dans La vacaloca, Infinita tristeza, La Despedida, Mentira ou Sol y Luna.

## Discographie

### Albums studio
- 1998 : Clandestino
- 2001 : Próxima Estación: Esperanza
- 2004 : Sibérie m'était contéee
- 2007 : La Radiolina
- 2024 : Viva Tu

### Albums live
- 2002 : Radio Bemba Sound System Album live enregistré à Paris (Grande halle de La Villette) en 2001, version DVD : Babylonia en Guagua
- 2009 : Baionarena Album live enregistré dans les arènes de Bayonne en 2008 (2 CD + DVD)

### Singles, EP et inédits
- 1998-1999 : Clandestino
- 1998-1999 : Desaparecido
- 1998-1999 : Bongo Bong (Bongo Bong, Je ne t'aime plus, Mr Bobby, Mentira, Bienvenido A Tijuana)
- 1998-1999 : Mentira
- 1998-1999 : Mama Call
- 1998-1999 : Clandestino Latino Remix (Clandestino - Remix, Luna Y Sol, Malegria)
- 2001-2002 : Me Gustas Tu (Me Gustas Tu, La Primavera)
- 2001-2002 : Merry Blues (Merry Blues - Original, Merry Blues - Dancehall 161 Remix)
- 2001-2002 : Mr Bobby (Mr bobby - politik kills version, Mr Bobby - wyskyfacile version, Mr bobby)
- 2001-2002 : La Chinita (La Chinita - Long Version, La Chinita - Spain Remix)
- 2001-2002 : La Rumba De Barcelona (Live Paris 2001)
- 2001-2002 : Me Gustas Tu - Remix Vinyle - Proxima Estacion : Esperanza ... Me Gustas Tu (Me Gustas Tu - Remix Extended Version, Club Mix, Original Version)
- 2001-2002 : Merry Blues - Vinyle Edition (Merry Blues - DJ Muggs Remix, DJ Muggs Instrumental, A Cappela, Dancehall 161 Remix, 161 Dubwise Version, Original Version)
- 2001-2002 : Remixes (La Chinita - Spain Mix, La Chinita - Electric Mix, Me Gustas Tu - Club Mix, Merry Blues - Dance Hall 161 RMX, DJ Muggs RMX, Acapella)
- 2004 : Senegal fast food (feat. Amadou & Mariam)
- 2007 : Rainin in Paradize (Rainin In Paradize, Mama Cuchara, Panik Panik, Rainin In Paradize)
- 2007 : La vida tombola (La Vida Tombola - Album Version, La Vida Tombola - Abbey Road 2008 Version)
- 2007 : Me llaman Calle (Me Llaman Calle, Dia Luna...Dia Pena - Live @ Coachella 2007, Mr Bobby - Live @ Coachella 2007)
- 2007 : Me llaman Calle (version de la bande originale du film Princesas)
- 2008 : 5 razones
- 2008 : 5 razones (version de la bande originale du film Princesas)
- 2008 : Windy Alley
- 2008 : Politik Kills (9 remixes : Dennis Bovell Remix feat. LKJ - Linton Kwesi Johnson, Prince Fatty Remix, ...)
- 2008 : A Cosa (A Cosa, A Cosa - Prince Fatty Remix)
- 2008 : L'hiver est là - Live Baionarena 2008 (Radio Edit)
- 2008 : Llamame solo (feat Scrova Dub & Prince Fatty)
- 2023 : Déjame (en duo avec RumbaKana)
- 2025 : A me mi piace (en duo avec Alfa)
- 2025 : Melo Do Bode (en duo avec Juliana Linhares)
- 2025 : Solamente (avec Santa Fe Klan)

### Bonus
- 2003 : Live Bruxelles, (live audio, Belgique 2003)
- 2006 : Estación México (live audio)
- 2010 : Live Tokyo (live audio, Japon)
- Moonlight Avenue
- Words of truth
- Seeds of freedom
- La vecina del patio
- No solo en china hay futuro
- La marea (2017 mix)
- A la par del amor
- Do you hear me calling
- Palabras de verdad
- Peki Peki Song
- Athina Vrazi
- Anatoli
- Clandestino Version 2019 (feat. Calypso Rose)
- Clandestino Version 2019 (3 remixes feat. Calypso Rose)
- Bloody Bloody Border
- Bloody Border (feat. Chalart58 & Sr. Wilson - 3 mix)
- Acontecer (feat. Dani Lança)
- Salary Man
- Fire Inna streets (feat. Chalart58 & High Paw)
- Promiscuity (2020 mix, feat. Chalart58 & High Paw)
- Pokito de mi (feat. Chalart58)
- Algundiavacaer (feat. Chalart58)
- Todo Llegará (feat. Chalart58)
- Free the people (feat. Chalart58 & Cedric Myton)
- Me Provoca Te Ver (feat. Chalart58)

### Participations et autres
- Negu Gorriak - Gora Herria (1991 Esan Ozenki)
- Todos Tus Muertos, Dale Aborigen (1992)
- En mi casa (1993)[réf. nécessaire]
- Negu Gorriak - Hipokrisiari Stop! Bilbo 93-X-30 (1994 Esan Ozenki, Live)
- Tijuana No! - Transgresores de la Ley, titre Borregos Kamikazes (1995)
- Skank - O Samba Poconé (1996, collaborations de Manu Chao sur plusieurs titres de l'album)
- Joaquín Sabina - No Sopor..., No Sopor... (ou No Soporto el rap) (basse, guitare électrique, chant et chœurs) sur l'album Yo, Mi, Me, Contigo (1996 Bmg/Ariola)
- Amparanoïa - Sidi Beach et Que te den sur l'album El Poder de Machín (1997 Edel)
- Anouk - Automatik Kalamity (1997 Virgin)
- Fermin Muguruza - Maputxe' (guitare et basse) sur l'album Brigadistak Sound System (1998 Esan Ozenki)
- Tonino Carotone - Mondo Difficile (1999, collaborations de Manu Chao sur plusieurs titres de l'album : La Trampa, Me cago en el amor et Pecatore)
- Amparanoia - Fiesta Furiosa (1999 Edel) - Desperado et Caravane
- Idir - Identités (1999, collaboration de Manu Chao sur le titre A Tulawin - Une Algérienne Debout -, repris sous le titre Denia sur l'album Próxima Estación... Esperanza)
- Emmaüs Mouvement, (2000, Compilation) - titre Tous les jours
- Wagner Pa - Brazuca Matraca (2001) Barcelona, titres Folía, Cold et Circo Místico
- Lumbalú, Me Voy con el Gusto - chœurs sur Mariangola
- Karamelo Santo, Los Guachos - production et chant sur certains titres (2001)
- Noir Désir - Des visages des figures (2001, guitare de Manu Chao sur le titre Le vent nous portera)
- Go Lem System - Viaje (2002, guitare sur See Me Dubbing et Salvavidas)
- La Colifata - Siempre fui loco (2002, Compilation produite par Manu Chao, contient notamment la reprise du titre de Bob Marley Put It On par Manu Chao)
- Barcelona Zona Bastarda (Double Compilation, Organic Records, 2002) - titre People Dance avec Miki-Lez
- Per Palestina (Compilation 2003) - titre Put It On (reprise de Bob Marley)
- Mouss & Hakim de Zebda - La Gnake (2003) single hors commerce, hymne de l'équipe de France lors de la coupe du monde de rugby (disponible sur la compilation officielle True Colours - The World In Union). Manu a composé, produit ce titre et joué la guitare (extrait mp3).
- Kyoto, abécédaire de la mondialisation (2004, musique de Manu Chao sur la vidéo de Jacek Wozniak)
- Amadou & Mariam - Dimanche à Bamako (2004, producteur, compositeur, musicien)
- Jane Birkin - Rendez-vous (2004) (En duo sur Te souviens-tu?)
- Go Lem System - Cacería (2005) (sur le titre Calle Go Lem il chante une autre version de sa chanson Me llaman Calle du film Princesas)
- Os Paralamas do Sucesso, album Hoje (2005)
- F.U.R.T.O., album Sangueaudiência (2005)
- Toots & The Maytals - True Love (2006), titre bonus - version duo de Merry Blues (de l'album Próxima estación... Esperanza) avec Toots
- Akli D - Ma Yela (2006, producteur, chanteur et musicien sur quelques titres. Produit le clip C.Facile avec Jacek Woźniak)
- La Mona Jimenez - Mujer golpeada (2006, collaboration de Manu Chao)
- El Gafla, pA/Ris-Casbah 2006 - version duo de Clandestino, titre phare de l'album Clandestino
- Los Mariatchi - Mambo escudellers sur Mariatchi Boogie (2006)
- La Pegatina - Al Carrer! (2007)
- Roy Paci & Aretuska - Toda joia toda beleza sur Suonoglobal (2007)
- Fermin Muguruza - Milakabilaka (2007, single)
- Allons enfants de l'Ovalie (titre évoquant La Marseillaise), interprété dans l'émission Là-bas si j’y suis sur France Inter à l'occasion de la coupe du monde de rugby (2007).
- Mokobé (du 113) - album Mon Afrique, titre Politic amagni "La politique, c'est pas bon" (avec aussi Amadou et Mariam, Tiken Jah Fakoly & Fou Malade)
- Tonino Carotone - Pornofutbol sur Ciao Mortali! (2008)
- La Colifata - Viva La Colifata (2009, Compilation produite par Manu Chao)
- Playing for Change, video online One Love, (guitare chant), 2009
- Adriano Celentano - Non so piu cosa fare (2011, composition de Manu Chao)
- Tokyo Ska Paradise Orchestra - Let Me Come The River Flow (2012)
- Les Ogres de Barback - Pitt Ocha et la Tisane de couleurs (2013, collaboration de Manu Chao sur le titre Petit petit blues)
- Playing for Change, video online Clandestino, 2014
- Dubioza kolektiv - album Happy Machine, titre Red Carpet (chant), 2016
- Calypso Rose - Far from Home (2016, producteur, compositeur, musicien)
- Gaspar OM - Tengo mezcla - Maneiras (2016, collaboration chant et guitare cavaquinho sur le titre)
- Dubioza kolektiv - album #fakenews, titre Cross the line (chant), 2019
- Playing for Change, video online Seeds of Freedom, (guitare chant), 2019
- Jahneration - Melody sur l'album Stuck in the Midle, 2019
- Playing for Change, video online Soul Rebel featuring Bunny Wailer, (guitare chant), 2019
- Sogno Otro Mundo (2022, version avec le groupe Après la Classe)
- Bomba Estéreo - Me Duele (2022, collaboration de Manu Chao sur le titre)
- Carlangas - Cae la Noche (2022, collaboration de Manu Chao sur le titre)
- Playing for Change, video online Tantas Tierras, 2023
- Rumbakana - Déjame (2023)

Quelques compilations où figurent ses titres :
- World Playground (1999)
- Radical Mestizo dos punto mil - titre Luna y Sol (de Clandestino)
- Il y a un Pays... Palestine (2003) - Denia (qui figure sur Próxima Estación... Esperanza)
- Les Oreilles Loin du Front (Compilation Ras l'front) - Dans Mon Jardin (2004), extrait de Sibérie m'était contée
- The Engineer, documentaire, 2013

### Bandes-son
- 2005 : Princesas
- 2008 : Maradona
- 2018 : Alice Comedies (volume 2)

## Vidéographie
- Babylonia en Guagua (DVD, 2002)
- Baionarena (DVD, 2009)

## Médias
(août 2024).

### Télévision

#### Concerts
- extraits : "El viento", Tijuana, 2000
- extraits : "El viento", live à La Cigale, Paris, France, 2001
- extraits : "Machine gun", Paris, France 2001
- live Glastonbury, UK, 2002
- extraits : live Marseille, France, 2002
- extraits : live festival Son Latinos, Tenerife, Espagne, 2003
- extraits : "mr bobby", "welcome to tijuana", Colmar, France 2003
- live Buenos Aires, Argentine, 2005
- live Caracas, Venezuela, 2006
- extraits : "mr bobby", Werchter, Belgique 2006
- live Ciudad de México, Mexique 2006
- live festival Coachella, États-Unis 2007
- live festival Tempo Latino, France 2007
- live Glastonbury, UK, 2008
- extraits : "la vida tombola", Paléo Festival Nyon, Suisse 2008
- live festival EXIT, Serbie 2008
- extraits : "Romerito verde", Perm, Russie 2011
- extraits : "Mr bobby", "Dia luna dia pena" , Paléo Festival Nyon, Suisse 2012
- extraits : live Bogota, Colombie 2012

#### Émissions musicales
- Hora Prima, MTV Latino 1998
- Nulle Part Ailleurs, Canal+ 1998
- La Musicale, Canal+ 2005
- Live concert privé, Canal+ 2007
- Later... with Jools Holland, BBC 2007
- The Henry Rollins Show, 2007
- live Abbey Road, 2008
- One shot not, Arte 2008
- Austin City Limits, 2008
- Le Grand Journal, Canal+ 2008
- Taratata, France Télévision, 2008

#### Documentaires
- Giramundo tour, Arte, 2001
- Tracks, Arte, 2001
- Envoyé spécial : "Manu Chao incognito", France 2, 2002
- Voyage à Bamako, M6, 2005 (DVD Paris Bamako, Amadou et Mariam)
- Malegria, 2007
- 66 minutes : Le projet fou de Manu Chao, M6, 2008

### Radio

#### Concerts retransmis
- Live Roskilde festival, Danemark 2001
- Live, new york, États-Unis 2001
- extraits : Live Wiesen festival, Autriche 2001
- Live Gurtenfestival, Suisse 2001
- Live Paleo festival, Suisse 2001
- Live (+ interview) Esperanzah festival, Belgique 2007
- Live Way Out West Festival, Suède 2007

#### Émissions radios
- live, Radio Nova, 1998
- live, Radio Popolare, 1999
- interview, Ondes de choc, France inter, 2001
- live, KCRW, 2001
- live, Club Lek, 3FM, 2002 (+ vidéo streaming)
- interview, Paroles et musique, RTL, 2002
- interview, La bande passante, RFI, 2002
- live, OÜI FM, 2002
- live, RTL2, 2002
- live, France Inter, 2002
- interview, reportage, « Le tambour de Manu Chao », radio têtard (webradio), 2004
- live, KCRW, 2007
- live à la boule noire, concert privé, OÜI FM, 2007
- live studio 104, France inter, 2007
- live, interview, « Le Contrôle Discal », Radio Nova, 2008 (+ vidéo streaming)
- live, interview, RTL, 2008
- live, KCRW, 2010 (+ vidéo streaming)
- reportage, Pop Etc, France Inter, 2013
- live, NRK, 2016 (+ vidéo streaming)